# Fredius
Fredius is een geslacht van kreeftachtigen uit de klasse van de Malacostraca (hogere kreeftachtigen).

## Soorten
- Fredius adpressus
- Fredius beccarii (Coifmann, 1939)
- Fredius buritizatilis Magalhães, Sanches, Pileggi & Mantelatto, 2014
- Fredius chaffanjoni (Rathbun, 1905)
- Fredius convexa (Rathbun, 1898)
- Fredius cuyunis (Pretzmann, 1967)
- Fredius denticulatus (H. Milne Edwards, 1853)
- Fredius estevisi (Rodríguez, 1966)
- Fredius fittkaui (Bott, 1967)
- Fredius granulatus Rodríguez & M. R. Campos, 1998
- Fredius platyacanthus Rodríguez & Pereira, 1992
- Fredius reflexifrons (Ortmann, 1897)
- Fredius stenolobus Rodríguez & Suárez, 1994
- Fredius ykaa Magalhães, 2009